# Rudyard (Staffordshire)
Rudyard – wieś w Anglii, w hrabstwie Staffordshire, w dystrykcie Staffordshire Moorlands. Leży 35 km na północ od miasta Stafford i 223 km na północny zachód od Londynu.